# Uruguayban történt légi közlekedési balesetek listája
Az Uruguayban történt légi közlekedési balesetek listája mind a halálos áldozattal járó, mind pedig a kisebb balesetek, meghibásodások miatt történt, gyakran csak az adott légiforgalmi járművet érintő baleseteket is tartalmazza évenkénti bontásban.

## Uruguayban történt légi közlekedési balesetek

### 1997
- 1997. október 10., Nuevo Berlín közelében. Az Austral Líneas Aéreas 2553-as járata, lajstromjele: LV-WEG, McDonnell Douglas DC–9–32 típusú repülőgépe lezuhant. A gépen 69 utas volt és 5 fő személyzet. Mindannyian életüket vesztették.[1]